# Jacob Fatu
 (août 2024).
La mise en forme du texte ne suit pas les recommandations de Wikipédia : il faut le « wikifier ».
Les points d'amélioration suivants sont les cas les plus fréquents. Le détail des points à revoir est peut-être précisé sur la page de discussion.
- Les titres sont pré-formatés par le logiciel. Ils ne sont ni en capitales, ni en gras.
- Le texte ne doit pas être écrit en capitales (les noms de famille non plus), ni en gras, ni en italique, ni en « petit »…
- Le gras n'est utilisé que pour surligner le titre de l'article dans l'introduction, une seule fois.
- L'italique est rarement utilisé : mots en langue étrangère, titres d'œuvres, noms de bateaux, etc.
- Les citations ne sont pas en italique mais en corps de texte normal. Elles sont entourées par des guillemets français : « et ».
- Les listes à puces sont à éviter, des paragraphes rédigés étant largement préférés. Les tableaux sont à réserver à la présentation de données structurées (résultats, etc.).
- Les appels de note de bas de page (petits chiffres en exposant, introduits par l'outil «  Source ») sont à placer entre la fin de phrase et le point final[comme ça].
- Les liens internes (vers d'autres articles de Wikipédia) sont à choisir avec parcimonie. Créez des liens vers des articles approfondissant le sujet. Les termes génériques sans rapport avec le sujet sont à éviter, ainsi que les répétitions de liens vers un même terme.
- Les liens externes sont à placer uniquement dans une section « Liens externes », à la fin de l'article. Ces liens sont à choisir avec parcimonie suivant les règles définies. Si un lien sert de source à l'article, son insertion dans le texte est à faire par les notes de bas de page.
- La présentation des références doit suivre les conventions bibliographiques. Il est recommandé d'utiliser les modèles {{Ouvrage}}, {{Chapitre}}, {{Article}}, {{Lien web}} et/ou {{Bibliographie}}. Le mode d'édition visuel peut mettre en forme automatiquement les références.
- Insérer une infobox (cadre d'informations à droite) n'est pas obligatoire pour parachever la mise en page.

Pour une aide détaillée, merci de consulter Aide:Wikification.
Si vous pensez que ces points ont été résolus, vous pouvez retirer ce bandeau et améliorer la mise en forme d'un autre article.
Jacob Samuel Fatu (né le 18 avril 1992 à Sacramento) est un catcheur (lutteur professionnel) américain d'origine samoane. Il travaille actuellement à la World Wrestling Entertainment, dans la division SmackDown, sous le nom de Jacob Fatu. 
Il a également lutté à la Major League Wrestling (MLW) ou il a été champion du monde poids lourd de la MLW.
Il est le fils du catcheur Sam Fatu et décide de suivre la même voie que son père et d'autres membre de sa famille en 2012. Il rejoint la MLW en 2019 où il devient un des catcheurs les plus populaire de cette fédération.

## Jeunesse
Jacob Fatu grandit dans une famille de catcheurs : son père Sam Fatu ainsi que ses deux oncles Solofa et Eddie sont tous deux catcheurs Il est par conséquent le cousin de Jey Uso, de Jimmy Uso et de Solo Sikoa.

## Carrière

### Débuts (2012-2018)
Jacob Fatu s'entraîne à la KnokX Pro Wrestling Academy, une école de catch du Sud de la Californie. Il s'y entraîne auprès de son oncle Rikishi. Il fait ses débuts le 22 septembre 2012 dans un spectacle de la KnokX Pro Wrestling Academy où il fait équipe avec Black Pearl et ensemble ils battent Maverick et Zander Jones. Il travaille essentiellement dans diverses fédérations de catch dans le Sud de la Californie.
Le 24 octobre 2016, la Pacific Coast Wrestling (PCW) annonce la signature d'un contrat d'exclusivité régionale avec Fatu pour 2017. En janvier 2017, lui et The Almighty Sheik forment l'équipe Warbeast. Le 20 janvier, ils remportent le championnat par équipes de la PCW après leur victoire face à Dom Vitali et MVP.
Lors de ULTRA Opposites Attack, ils conservent leurs titres contre oVe (Dave et Jake Crist). Lors de ULTRA A2K19, ils conservent leurs titres contre The Death Machines (Madman Fulton et Sami Callihan).
Lors de Mind Crawler, ils conservent leurs titres contre The Lucha Brothers (Penta El Zero M et Rey Fénix).

### Major League Wrestling (2019–2024)

#### MLW World Heavyweight Champion (2019-2021)
Il fait ses débuts pour la Major League Wrestling (MLW) lors de l'événement SuperFight de février 2019, aux côtés de son partenaire, Josef Samael. Le duo fait sa première apparition à Fusion le 2 mars, formant le clan Heel Contra Unit avec Simon Gotch qui débuta en attaquant le MLW World Heavyweight Champion Tom Lawlor après le match en cage de ce dernier contre Low Ki. La semaine suivante Contract Unit attaqua Ace Romero lors de son match face à Simon Gotch.
Après des mois de rivalité avec Lawlor, Fatu remporta un match contre ce dernier le 6 juillet 2019 lors de Kings of Colosseum, remportant par la même occasion le championnat du monde poids lourd de la MLW. Le 25 juillet lors de Never Say Never, il conserva son titre en battant Lawlor. Le 7 septembre lors de War Chamber, Contra Unit et Ikuro Kwon furent battus par Low Ki, Marshall Von Erich, Ross Von Erich & Tom Lawlor lors d'un War Chamber match.
Le 2 novembre lors de Saturday Night Superfight, il conserve son titre dans un No Disqualification Match contre L.A PARK. Le 9 novembre, il conserva son titre en battant Ross Von Erich. Le 5 décembre lors de Opera Cup 2019, lui, Ikuro Kwon et Simon Gotch battent Strong Hearts (CIMA, El Lindaman et Shigehiro Irie),.
Le 11 janvier 2020 lors de Zero Hour, il conserva son titre en battant Brian Pillman Jr. Le 1er février lors du 100éme épisode de Fusion, il conserve son titre en battant CIMA avant de le placer dans un sac mortuaire que le Sentai Death Squad avait apporté au bord du ring. Il l'a ensuite drapé dans un drapeau de CONTRA.
Le 18 novembre lors de MLW Restart, il conserve son titre en battant Davey Boy Smith, Jr. Après le match, il défie Alexander Hammerstone qui tente de l'attaquer, mais il se fera lui même attaquer par un nouveau membre de Contra.

### World Wrestling Entertainment (2024-...)

#### The Bloodline et champion des États-Unis (2024-...)
Le 21 juin à SmackDown, il fait ses débuts dans le show bleu en tant que Heel, dans lequel il attaque Cody Rhodes et R-KO (Randy Orton et Kevin Owens), puis rejoint officiellement la Bloodline.
Le 6 juillet à Money in the Bank, il dispute son premier match aux côtés de Solo Sikoa et Tama Tonga et ensemble, les trois catcheurs battent le trio adverse dans un 6-Man Tag Team match. Le 2 août à SmackDown, Tama Tonga et lui deviennent les nouveaux champions par équipes en battant #DIY (Johnny Gargano et Tommaso Ciampa) et remportent les titres pour la première fois de leurs carrières. Vingt-et-un soirs plus tard à SmackDown, en raison du fait qu'il devient l'Enforcer de Solo Sikoa, il est contraint de céder sa ceinture à Tonga Loa. 
Le 2 novembre à Crown Jewel, Solo Sikoa, Tanga Loa et lui battent Roman Reigns et les Usos dans un 6-Man Tag Team match. Le 30 novembre aux Survivor Series: WarGames, "Big" Bronson Reed, ses trois partenaires et lui perdent face à CM Punk, Roman Reigns, The Usos et Sami Zayn dans son tout premier Men's WarGames match.
Le 1er février 2025 au Royal Rumble, il entre dans son tout premier Men's Royal Rumble match en 12e position, élimine Chad Gable, Rey Mysterio, Andrade et Jimmy Uso avant d'être lui-même éliminé par Braun Strowman après 24 minutes de match.
Le 19 avril à WrestleMania 41, il devient le nouveau champion des États-Unis en battant LA Knight et remporte le titre pour la première fois de sa carrière. Le 10 mai à Backlash, il conserve son titre en rebattant son même adversaire et en battant Damian Priest et Drew McIntyre dans un Fatal 4-Way match. Le 7 juin à Money in the Bank, JC Mateo et lui attaquent les subordonnés de Seth Rollins, mais il effectue un Face Turn et se retourne contre Solo Sikoa. 21 soirs plus tard à Night of Champions, il ne conserve pas sa ceinture, battu par son ancien Tribal Chief.

## Palmarès
- All Pro Wrestling
  - 1 fois APW Universal Heavyweight Champion
  - 1 fois APW Worldwide Internet Champion
  - 1 fois APW Tag Team Champion - avec Josef Samael

- DEFY Wrestling
  - 1 fois DEFY Tag Team Champion - avec The Almighty Sheik

- House of Glory
  - 1 fois HOG World Heavyweight Champion

- Major League Wrestling
  - 1 fois MLW World Heavyweight Champion
  - 1 fois MLW National Openweight Champion

- PCW Ultra
  - 1 fois PCW Ultra Tag Team Champion - avec The Almighty Sheik

- Supreme Pro Wrestling 
  - 1 fois SPW Tag Team Champion - avec Journey Fatu

- Supreme Pro Wrestling
  - 1 fois SPW Tag Team Champion avec Journey Fatu

- West Coast Pro Wrestling
  - 1 fois WCPW Heavyweight Champion
- World Wrestling Entertainment
  - 1 fois WWE Tag Team Champion - avec Tama Tonga
  - 1 fois WWE United States Champion

## Récompenses des magazines
- Pro Wrestling Illustrated

| Année | 2019 | 2020 | 2021 | 2022 | 2023 | 2024 |
| ----- | ---- | ---- | ---- | ---- | ---- | ---- |
| Rang  | 306  | 20   | 31   | 42   | 56   | 94   |

## Affaire judiciaire
À l'âge de 18 ans, il a été arrêté pour vol à main armée et le fait de regarder ses cousins, les Usos, à la télévision dans sa cellule l'a poussé à devenir catcheur.